# 광주방림초등학교
광주방림초등학교는 대한민국 광주광역시 남구에 있는 초등학교다.

## 학교 연혁
- 1969.04.22 광주방림국민학교 개교
- 1993.02.27 광주방림초등학교 병설유치원 설립 인가
- 2012.06 빛고을 예비혁신학교 지정
- 2012.09 ~ 2013.02 빛고을 예비혁신학교 운영
- 2013.03 ~ 현재 빛고을 혁신학교 운영중
- 2013.03.01 제16대 송덕희 교장선생님 취임
- 2014.02 광주방림초등학교 증개축 및 단설유치원 신축공사
- 2014.02.14 제45회 98명 졸업, 총 17,677명 배출
- 2015.02.13 제46회 96명 졸업, 총 17,773명 배출